# Mohamed Aomar
Mohamed Aomar (* 1935 oder 1936 in Imilchil, Provinz Midelt, Drâa-Tafilalet) ist ein ehemaliger marokkanischer Skirennläufer sowie Olympia- und Weltmeisterschaftsteilnehmer, der sich auf den Riesenslalom spezialisiert hat.

## Karriere
1968 startete Aomar bei den Olympischen Winterspielen im französischen Grenoble für Marokko. Die Ski-Alpin-Bewerbe galten gleichzeitig als Alpine Skiweltmeisterschaften. Dies war die erste marokkanische Teilnahme an Olympischen Winterspielen, das nächste Mal entsandte Marokko 1984 Wintersportler zu den Olympischen Spielen.
Aomar startete im Riesenslalom und schied im ersten Durchgang wie sein Landsmann Mimoun Ouitot aus. Said Housni belegte den 83. und Hassan Lahmaoui den 86. Platz, insgesamt kamen 88 Sportler in die Wertung. Im Slalom startete Aomar mit Startnummer 107 und schied ebenfalls aus.

## Erfolge
| - DNF = im Wettkampf ausgeschieden (engl. Did Not Finish) |

### Olympische Winterspiele
- Grenoble 1968: DNF1 im Riesenslalom, DNF im Slalom